# YATTA!
「YATTA!」（ヤッタ）は、コントグループ、はっぱ隊のシングル。

## 解説
2001年4月18日にポニーキャニオンよりリリースされた。フジテレビ系で当時放送された番組「笑う犬の冒険」のコント内で歌っていた曲がCD化されたもの。
日本でもヒットし、その後海外でもPVなどがインターネットを通じて世界中に広まり、非常にポジティブな歌詞の良さや覚えやすい曲調、踊りや股間に葉っぱ一枚の衣装の面白さから大人気になり、真似をして踊る人々が続出した。その人気を受けて2003年3月13日にはアメリカ・ABCの番組「ジミー・キンメル・ライブ!」にもはっぱ隊がゲストとして出演した。
2024年5月6日にフジテレビ系列で放送された『クイズ！ドレミファドン』にてこの曲が出題され、はっぱ隊のメンバーであるネプチューンが23年ぶりに歌唱した。

## 収録曲
1. YATTA!（Radio Edit）
作詞：はっぱ隊、作曲・編曲：DANCE☆MAN
2. YATTA!（Extended Edit）
作詞：はっぱ隊、作曲・編曲：DANCE☆MAN
3. YATTA!（Instrumental）

## カバー
- maimai GreeN PLUS  - 2014年、カバー音源として収録
- 双海亜美（下田麻美） - 2015年、アルバム『THE IDOLM@STER MASTER ARTIST 3 12 双海亜美』
- バンドじゃないもん! - 2017年、シングル『YATTA!』に収録[1]